# Sitzungsvorstand
Der Sitzungsvorstand einer Bundestagssitzung besteht aus drei Abgeordneten (§ 8 GO-BT):
1. Der Bundestagspräsident oder einer der Stellvertreter
2. Ein Schriftführer aus einer Fraktion einer Regierungspartei
3. Ein Schriftführer aus einer Fraktion der Opposition

Abstimmungsergebnisse über Beschlüsse des Deutschen Bundestages werden oftmals geschätzt. Alle drei Mitglieder des Sitzungsvorstandes müssen sich hierbei einigen. Ist dies auch nach der Gegenprobe nicht der Fall, kommt es zum Hammelsprung.
Die Sitze des Sitzungsvorstandes befinden sich im Plenarsaal des Reichstagsgebäudes etwas erhöht direkt hinter dem Rednerpult. In der Mitte sitzt der Bundestagspräsident oder einer der Stellvertreter mit einer höheren Rückenlehne, rechts und links jeweils die Schriftführer.
In der Regel wechselt der Sitzungsvorstand alle zwei Stunden.